# 靈高爾德號驅逐艦 (DD-89)
靈高爾德號驅逐艦（舷號DD-89），轉交予英國後更名為紐華克號，是一艘美國海軍建造的驅逐艦，為維克斯級驅逐艦的15號艦。她是美軍第一艘以靈高爾德為名的軍艦，以紀念探索北美西海岸的海軍軍官卡華拉達·靈高爾德（Cadwalader Ringgold）。
靈高爾德號在1917年於聯合鋼鐵廠開始建造，在1918年下水服役。靈高爾德號服役時，剛好為第一次世界大戰結束後三日。接著靈高爾德號留在大西洋服役，在1922年退役封存。隨著第二次世界大戰爆發，1940年靈高爾德號重返現役，並按租借法案轉交英國皇家海軍，更名為紐華克號。此後紐華克號主要負責護航商船。1945年紐華克號改裝為英國空軍靶艦，並在同年退役除籍，於1947年出售拆解。